# Piazza della Resistenza (Scandicci)
Piazza della Resistenza è una piazza di Scandicci.
La piazza è stata al centro di un importante progetto urbanistico promosso dal comune di Scandicci, che ha portato alla creazione del Nuovo centro civico, progettato da Rogers Stirk Harbour + Partners (RSHP) in collaborazione con DA.studio e inaugurato nel 2013.

## Storia
Scandicci nasce come agglomerato di borghi di campagna e subisce una rilevante trasformazione urbanistica legata alla grande industrializzazione avvenuta nei dintorni di Firenze nel corso degli anni Cinquanta: la rapida e improvvisa crescita della popolazione porta, negli anni Sessanta, ad un processo di espansione urbana non pianificata, con la costruzione di numerosi quartieri-dormitorio, che rendono Scandicci una sorta di "serbatoio residenziale" di Firenze. Piazza della Resistenza nasce quindi come emblema della necessità di coerenza e pianificazione urbana, ossia come progetto volto a modificare la percezione di Scandicci come sobborgo satellite e dipendente dalla vicina Firenze.
La maggiore criticità risiedeva appunto nella mancanza di una relazione di continuità tra le varie parti della città: la creazione di un Nuovo centro civico si inserisce dunque nel progetto e nella volontà di sfruttare le potenzialità dell'area, investendo sul miglioramento dei negozi esistenti, sulla valorizzazione della rete di trasporto tramviaria e sulla creazione di un centro di socialità intorno al palazzo comunale, che permettesse di restituire un'identità cittadina a Scandicci. Ci si pone infatti l'obiettivo di curare tali squilibri e costruire un suo protagonismo urbano e una sua identità cittadina, attraverso una progettazione urbanistica basata sul modello di compact city, definita da Richard Rogers come una città “integrata alla rete del trasporto pubblico, di alta qualità progettuale, consapevole dell’emergenza ambientale e multifunzionale, dove permane l’integrazione dell’abitare, lavorare, divertirsi e dove le classi più ricche coesistono accanto a quelle più povere, senza rinchiudersi all'interno di ghetti".
Scandicci si mostra una città adatta per lo sviluppo di tale modello, in virtù del suo ricco comparto produttivo legato all'industria dell'alta moda e della pelletteria, ma anche per la sua collocazione geografica strategica: Scandicci è infatti situata a soli sei chilometri dal centro di Firenze e, inoltre, occupa un'area di cerniera tra Chianti, area metropolitana fiorentina e Valle dell'Arno. Il comune è attraversato inoltre da due infrastrutture viarie: l'autostrada A1, che passa tra zona industriale e residenziale secondo l'asse nord-sud, e la strada di grande comunicazione Firenze-Pisa-Livorno, sull'asse est-ovest. 
Il progetto si pone inoltre i seguenti obiettivi:
- la riqualificazione degli spazi pubblici per ospitare eventi e manifestazioni culturali, oltre ad attività formative e ricreative;
- la riorganizzazione della mobilità cittadina, attraverso la valorizzazione del trasporto pubblico, in primis della rete tramviaria e delle attività in corrispondenza delle fermate, il potenziamento della rete pedonale e ciclabile e un sistema efficiente di parcheggi adiacenti al Nuovo centro civico;
- la connessione con il territorio limitrofo, in particolare con le aree produttive di alta qualità e quindi i settori dell'alta moda;
- la realizzazione di tipologie abitative per il terziario capaci di attrarre giovani professionisti;
- la riqualificazione del paesaggio e dell'ambiente attraverso la creazione di nuove aree verdi.[6][7]

### Il Nuovo centro civico
Il Nuovo centro civico, noto comunemente come Centro Rogers, si inserisce dunque in un più ampio progetto di rinnovo urbanistico che il comune porta avanti dai primi anni Duemila, di cui il primo passo è rappresentato dall'approvazione, nel 2003, del primo progetto guida, con assegnazione dell'incarico a Richard Rogers, poi rivisto nel 2007 e di cui l'ultima revisione risale al 2008. 
Ulteriori novità si hanno a partire dal 2004 con l'entrata in vigore del Piano strutturale, un nuovo strumento generale di pianificazione territoriale improntato ad una logica partecipativa, con il coinvolgimento della cittadinanza e di vari attori sociali ed economici volta alla costruzione dei contenuti del medesimo.
Successivamente, nel 2007 il Regolamento urbanistico, strumento di pianificazione che rende operative le scelte del Piano strutturale, annovera fra le 33 aree di trasformazione piazza della Resistenza, un'area verde sostanzialmente incolta antistante il municipio.
Nel 2007 l'amministrazione decide di realizzare gli interventi con il project financing e l'anno dopo, nel 2008, viene aggiudicata la concessione al soggetto promotore (impresa Baldassini-Tognozzi-Pontello) in qualità di mandataria del raggruppamento temporaneo di imprese.
Come afferma l'amministrazione comunale nel progetto esecutivo, "l'importo dell'investimento è di 38 milioni e 300 mila euro circa. Nel nuovo centro saranno realizzati spazi residenziali per 7258 metri quadri con circa 80 appartamenti, ambienti per il commercio per 2363 mq pari a circa dieci attività, superfici direzionali per 3962 metri quadri (circa 30 uffici) e 1862 metri quadri per l'edificio culturale. Al centro del progetto la nuova piazza civica, che si relazionerà con il Palazzo comunale e con gli altri edifici.
Nel febbraio del 2010 viene inoltre inaugurata la linea 1 della tramvia, che collega Scandicci alla Stazione di Santa Maria Novella di Firenze, che permette di completare il complesso con una rete di trasporto pubblico.
I lavori per la realizzazione del complesso hanno inizio nei primi mesi del 2010 e si concludono nel 2013 con l'inaugurazione del Nuovo centro civico, sotto il mandato del sindaco Simone Gheri.
La piazza ospita oggi numerosi eventi culturali e ricreativi, come concerti, mostre, performance artistiche e sportive, nonché numerosi eventi letterari che si tengono all'interno dell'auditorium del centro culturale.

## Descrizione
Coerentemente con le finalità del progetto, l'intervento urbanistico si è articolato intorno alla creazione di un ensemble, ovvero un complesso integrato che ruota attorno ad una piazza e si pone in continuità con il palazzo comunale. L'obiettivo principale non era la creazione di un’architettura monumentale, ma la realizzazione di edifici di qualità ben inseriti nel contesto cittadino e che rispondessero ai bisogni dei cittadini, primo fra tutti quello di aggregazione. Lo spazio creatosi, definito da Rogers come "open-minded", si dimostra dunque un ambiente progettato in modo da stimolare la partecipazione di tutti, proprio in virtù della sua multifunzionalità, grazie alla presenza di tre edifici con tre diverse destinazioni d'uso: culturale, direzionale e residenziale.
La piazza si presenta come uno spazio rettangolare molto ampio e capiente, di cui quasi la metà è costituita da spazio esterno (in quanto è pensata per un uso aggregativo pubblico), ed ospita quattro edifici oltre alla fermata Resistenza della linea tranviaria T1. L'intero progetto è stato sviluppato seguendo i criteri di leggibilità delle varie parti che compongono il Nuovo centro civico, di qualità e durabilità dei materiali usati nei progetti architettonici, di coordinamento fra le varie parti così da percepire il tutto come un intervento unitario. Sono stati individuati una serie di elementi e di particolari costruttivi che si ripetono in modo uguale nei tre edifici e negli spazi esterni e che consentono di legare tra di loro le varie parti, con un controllo dei costi ed un piano di sicurezza molto articolato, caratterizzato da vari accorgimenti dovuti alla complessità del progetto.

### Palazzo comunale
Il nuovo municipio di Scandicci, precedentemente sito in Piazza Matteotti, è collocato lungo il lato di via Rialdoli ed è stato realizzato nel 1975 dall'architetto Piero Grassi. Costruito in cemento con vetrate a nastro, che riprendono la corrente architettonica del Brutalismo (o béton brut), il complesso di 4400 m² si ispira al razionalismo degli anni '70 mettendo al centro la polifunzionalità della struttura. Essa è composta infatti da parcheggi interrati, uffici del comune e dalla sala consiliare "Orazio Barbieri", che si può distinguere per via della fascia policroma esterna, opera di Fernando Farulli. Il nuovo municipio ha anche una forte funzione simbolica e rappresentativa ed è infatti posto nel Nuovo centro civico come parte integrante del progetto.

### Centro culturale

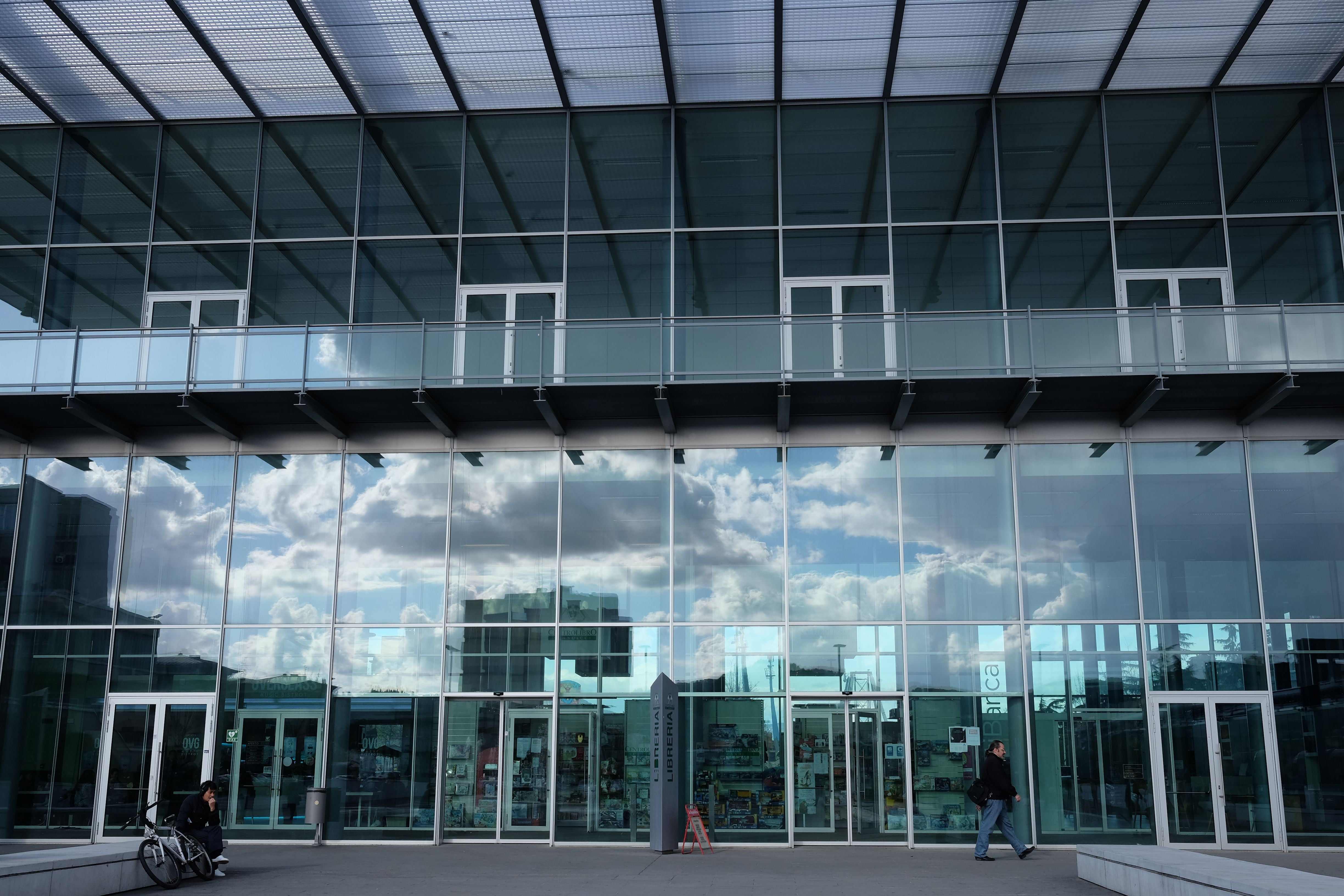
La facciata del centro culturale.

Il Centro culturale, collocato sul lato di via 78º Reggimento Lupi di Toscana, è un edificio con pianta rettangolare e con un ingombro pari a 50x25 metri. Questo grande palazzo molto moderno presenta esternamente un ascensore e due rampe di scale evidenziati architettonicamente dall'arretramento del fronte dell'edificio: il prospetto principale è infatti caratterizzato, per tutta la sua lunghezza, da una tettoia che sovrasta una terrazza leggera in vetro e alluminio, utilizzabile come foyer all'aperto o come spazio di relazione sociale. L'edificio è composto da due piani, fatta eccezione per il piano terra, con due piani mezzanini ed un piano interrato adibito a magazzino. La facciata principale è realizzata in vetro, dunque l'interno dell'edificio è visivamente permeabile dall'esterno, una scelta architettonica che vuole incentivare ed alimentare l'interazione fra il dentro e il fuori.
Ospita l'Auditorium del Nuovo centro civico di Scandicci, una libreria e un ristorante, oltre a una grande sala con funzione di spazio culturale e sala conferenze. La sua grandezza strutturale ed il suo accurato studio dal punto di vista architettonico indicano la volontà di renderlo un punto nevralgico e di cultura per tutti gli scandiccesi.

### Edificio direzionale

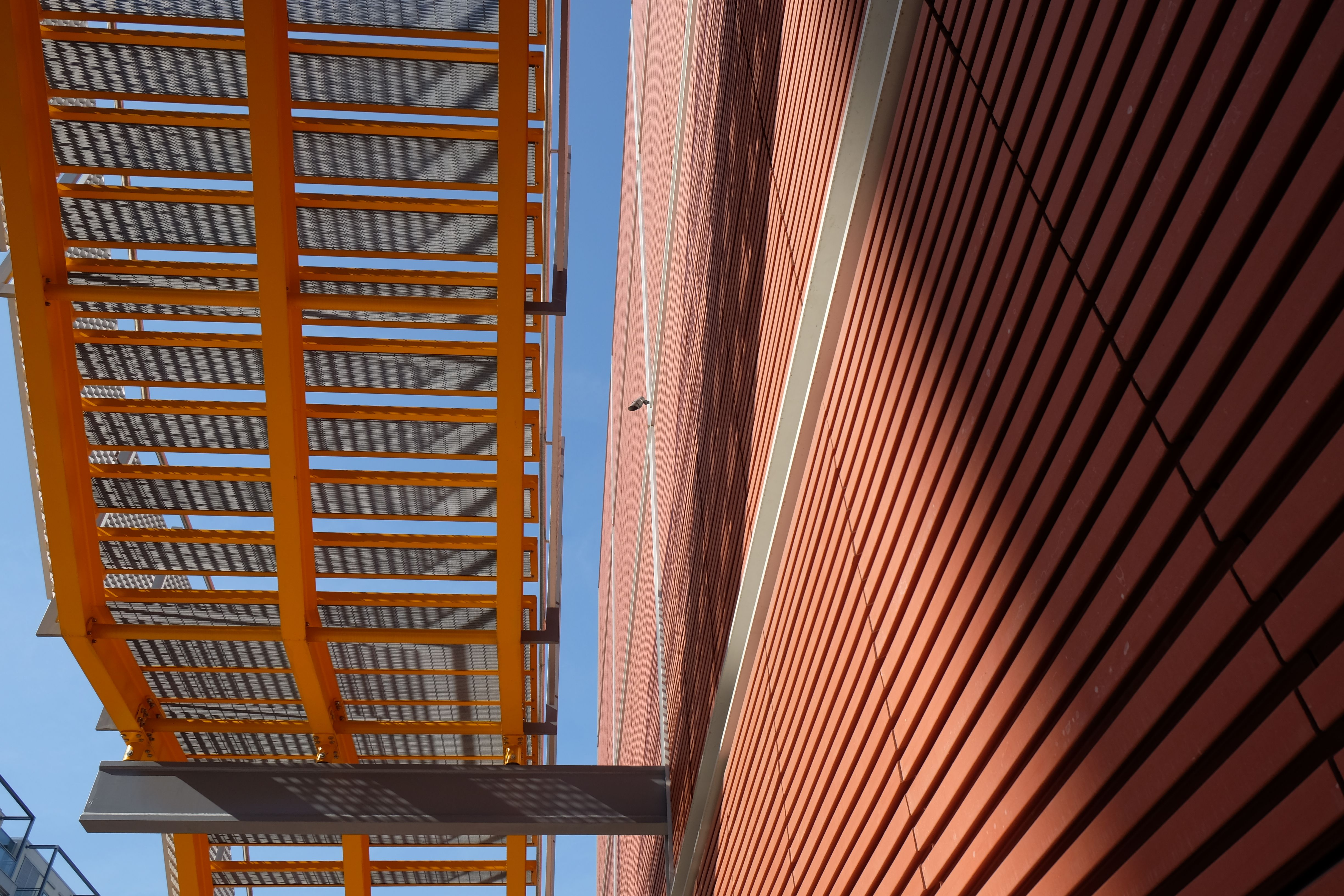
La scala di sicurezza del centro culturale.

Si tratta di un palazzo molto moderno e funzionale, posto in continuità con l'edificio residenziale e realizzato con vetrate e pareti rosse. All'esterno presenta delle scale e degli elementi sporgenti, è composto da un piano interrato destinato al parcheggio per i residenti, il piano terra ed un piano ammezzato ad uso commerciale e sei piani di uffici, oltre ad un piano di copertura, per un totale di otto piani. Tanto grande quanto rilevante nel progetto del Nuovo centro civico di Scandicci, attraverso le vetrate promuove anch'esso l'interazione fra l'interno e l'esterno dell'edificio. Dalla piazza le superfici vetrate del rivestimento lasciano intravedere il movimento delle macchine ascensori e delle persone mentre, dall’interno, consentono la percezione del paesaggio collinare circostante.

### Edificio residenziale

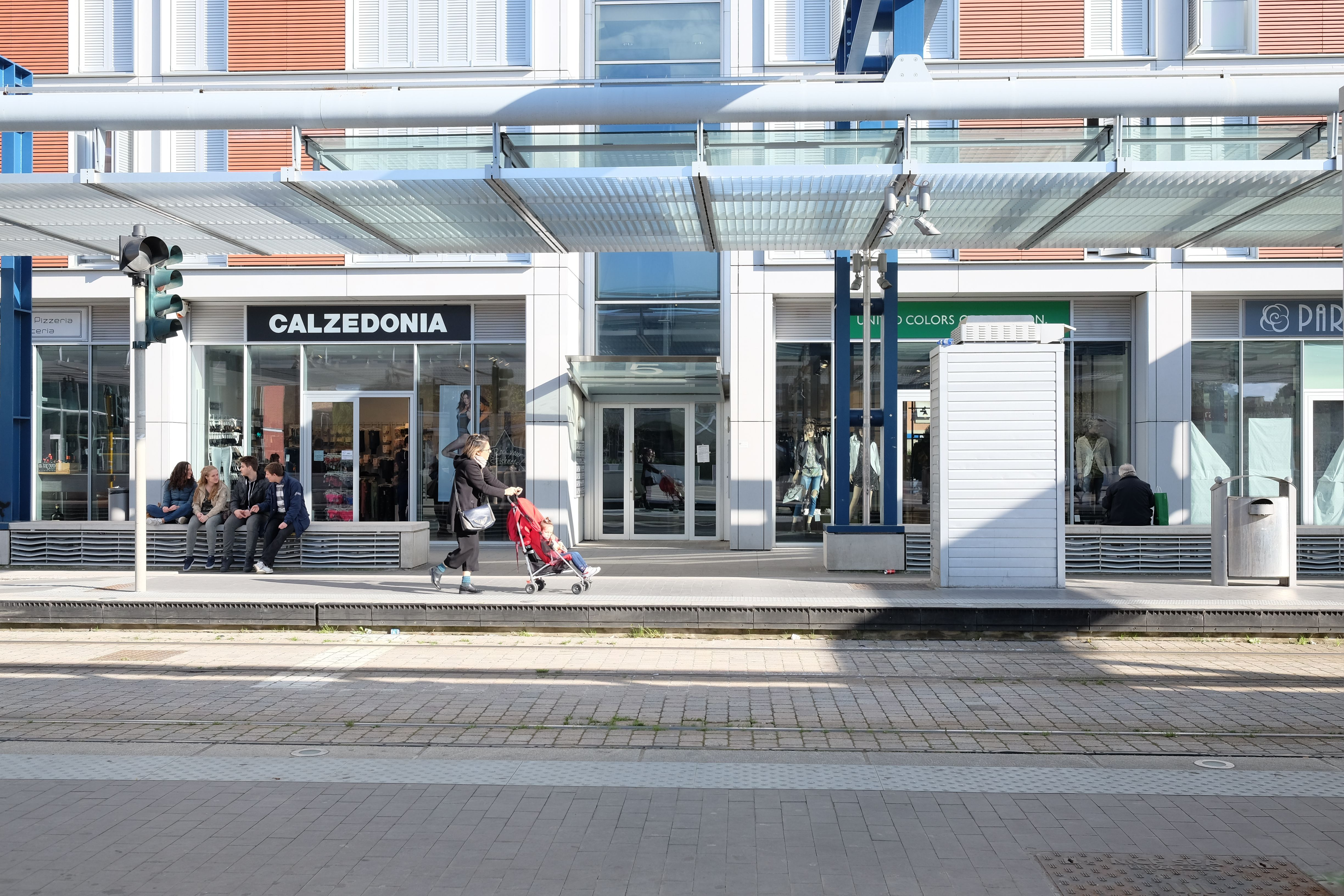
La fermata della tramvia Resistenza. Sullo sfondo è visibile l'edificio residenziale.

L'edificio residenziale è situato lungo i binari della tranvia, in posizione diametralmente opposta al comune. Si tratta di un edificio di cinque piani con attico, che ospita al piano terra attività commerciali, mentre ai piani superiori circa 100 alloggi di più categorie catastali. La copertura dell'edificio comprende anche dei pannelli solari.

### Stazione della tramvia
Parte integrante del progetto architettonico e dello spazio pubblico della piazza, la fermata della linea tranviaria T1 è stata inaugurata nel 2010. Le sedute sono contornate da aiuole e coperte da sei portali in acciaio blu cobalto.